# The Seduction
Pour plus de détails, voir Fiche technique et Distribution.
The Seduction est un film américain réalisé par David Schmoeller, sorti en 1982.

## Synopsis
Une célèbre présentatrice est harcelée par un photographe.

## Fiche technique
- Titre : The Seduction
- Réalisation : David Schmoeller
- Scénario : David Schmoeller
- Musique : Lalo Schifrin
- Photographie : Mac Ahlberg
- Montage : Anthony DiMarco
- Production : Bruce Cohn Curtis et Irwin Yablans
- Société de production : The Romantic Venture
- Société de distribution : AVCO Embassy Pictures (États-Unis)
- Pays :  États-Unis
- Genre : Thriller
- Durée : 104 minutes
- Dates de sortie : 
  -  États-Unis : 29 janvier 1982

## Distribution
- Morgan Fairchild : Jamie Douglas
- Michael Sarrazin : Brandon
- Vince Edwards : Maxwell
- Andrew Stevens : Derek
- Colleen Camp (VF : Maïk Darah) : Robin
- Kevin Brophy (en) : Bobby
- Wendy Smith Howard : Julie
- Betty Kean : Mme. Caluso
- Joanne Linville : Dr. Weston
- Marii Mak : Lisa

## Distinctions
Le film a été nommé pour 3 Razzie Awards.